# The Jealous Wife (film 1904)
The Jealous Wife è un cortometraggio muto del 1904 diretto da Alf Collins.

## Trama
Una moglie scopre che il marito sta flirtando con una ragazza di campagna.

## Produzione
Il film fu prodotto dalla Gaumont British Picture Corporation.

## Distribuzione
Distribuito dalla Gaumont British Distributors, il film - un cortometraggio di 36,6 metri - uscì nelle sale cinematografiche britanniche nel maggio 1904.